# Coniopteryx (Coniopteryx) zomborii
Coniopteryx (Coniopteryx) zomborii is een insect uit de familie van de dwerggaasvliegen (Coniopterygidae), die tot de orde netvleugeligen (Neuroptera) behoort. 
Coniopteryx (Coniopteryx) zomborii is voor het eerst wetenschappelijk beschreven door Sziráki in 2001.